# Peckhamia americana
Peckhamia americana là một loài nhện trong họ Salticidae.
Loài này thuộc chi Peckhamia. Peckhamia americana được Elizabeth Maria Gifford Peckham & George William Peckham miêu tả năm 1892.